# Pimpla artemonis
Pimpla artemonis är en stekelart som beskrevs av Dmitriy R. Kasparyan 1973. Pimpla artemonis ingår i släktet Pimpla och familjen brokparasitsteklar. Arten är reproducerande i Sverige. Inga underarter finns listade i Catalogue of Life.